# Гармська область
Гармська область (тадж. вилояти Ғарм) — адміністративно-територіальна одиниця Таджицької РСР, що існувала в 1939—1955 роках. Обласним центром були селище Гарм (1939—1949); кишлак Шульмак (1949—1950); місто Новабад (1950—1955).

## Історія
Гармська область була однією з перших чотирьох областей Таджицької РСР (разом з Ленінабадською, Сталінабадською та Кулябською). Утворена Указом Президії Верховної Ради СРСР від 27 жовтня 1939 на базі Гармського округу.
На момент виникнення область межувала з Кулябською, Ленінабадською та Сталінабадською областями Таджицької РСР на заході, Горно-Бадахшанською автономною областю на сході, Ошською областю Киргизької РСР на півночі та Афганістаном на півдні.
Указом Президії Верховної Ради СРСР від 24 серпня 1955 року область ліквідовано, а райони, що входили до її складу, передали в пряме підпорядкування Таджицької РСР.

## Склад
Відповідно до указу Президії Верховної Ради СРСР від 27 жовтня 1939 року до складу області були включені райони Гармський, Джиргатальський, Калаї-Лабі-Обський, Калаї-Хумбський, Комсомолабадський, Обі-Гармський, Сангворський, Тавіль-Даринський, Хаїтський та Шульмацький.
24 грудня 1942 року з частини Калаї-Хумбського району виділено Нульвандський район із центром у кишлаку Нульванд.
31 січня 1944 року Обі-Гармський район передали до складу Сталінабадської області, проте вже 11 лютого 1947 року його повернули до Гармської області.
12 серпня 1949 року Калаї-Лябіобський та Хаїтський райони були об'єднані в Таджикабадський район. При цьому кишлак Кала-Лябіоб був перейменований в Таджикабад.
21 вересня 1949 року центр Гармської області перенесли з Гарма в кишлак Шульмак, який 22 липня 1950 року перетворено на місто обласного підпорядкування Новабад.
25 грудня 1952 року Сангворський район приєднали до Тавіль-Даринського, а Нульвандський — до Калаї-Хумбського.
15 вересня 1953 року Шульмацький район приєднали до Гармського району.
12 січня 1954 року центр Таджикабадського району перенесли до новозбудованого кишлаку Таджикабад, а існуючому кишлаку Таджикабад повернуто колишнє ім'я Калаї-Лябіоб.
Відразу після скасування Гармської області 24 серпня 1955 року місто обласного підпорядкування Новабад стало містом районного підпорядкування, а Тавіль-Даринський район скасовано (його територію розділили Комсомолабадський та Калаї-Хумбський райони).

## Керівництво області

### Відповідальні секретарі окружкому КП(б) Таджикистану
1. Премет О.Я. (1926 — 1927)
2. Хакбердиєв А. (1927 — 1928)
3. Тіллаходжаєв М. (1928 — 1928)
4. Надіров А. (1929 — 1930)

### 1-і секретарі окружкому КП(б) Таджикистану
1. Преснов Семен Андрійович (1937 — 1938)
2. Джурабаєв Додобой (1938 — 1939)

### 1-і секретарі обкому КП Таджикистану
1. Джурабаєв Додобой (1939 — 1940)
2. Шкарбан Іван Григорович (1940 — 1942)
3. Шаріпов Манзар (1942 — 1943)
4. Акілов Кузі (1943 — 1944)
5. Зайцев Дмитро Васильович (1944 — 1946)
6. Козлов Микола Іванович (1946 — 1948)
7. Абдуллаєв Наджмидін Пашайович (1948 — 1951)
8. Джабіров Бобо (1951 — 1953)
9. Джумаєв Сайдалі (1953 — 1955)